# Nohfelden
Nohfelden är en kommun och ort i Landkreis St. Wendel i förbundslandet Saarland i Tyskland.
De tidigare kommunerna Bosen, Eckelhausen, Eisen, Eiweiler, Gonnesweiler, Mosberg-Richweiler, Neunkirchen (Nahe), Nohfelden, Selbach, Sötern, Türkismühle, Walhausen och Wolfersweiler bildade den nya kommunen Nohfelden 1 januari 1974.